# Lunea începe sâmbăta
Lunea începe sâmbăta (în rusă Понедельник начинается в субботу) este un roman științifico-fantastic umoristic  scris de Arkadi și Boris Strugațki în 1964—1965. Este una dintre cele mai ciudate întruchipări ale utopiei sovietice din anii 1960, o realizare artistică a visului autorilor cu privire la posibilitatea ca un talentat modern să se concentreze pe creativitatea științifică și cunoașterea secretelor Universului. Un rol semnificativ în roman îl joacă și motivele satirice pronunțate; ridiculizează oportuniștii, birocrații și escrocii științei.

## Traduceri
- Lunea începe sâmbăta, Editura Paralela 45, 2004[1]
- Lunea începe sâmbăta, Editura Nemira, Colecția Nautilus, 2017, traducere de Valerian Stoicescu[2]